# Bismarck (navă de război)
Bismarck a fost o navă de război germană din timpul celui de al Doilea Război Mondial. Având un deplasament nominal de 41 700 tone și o greutate cu încărcătură completă de 53 200 tone, „Bismarck” era cea mai mare navă de război din istorie la data lansării sale la apă, în septembrie 1939. 
Echiparea și probele navei au durat până în aprilie 1941.

## Context militar general
Bismarck reprezenta de asemenea nava amiral a flotei germane, și cea mai mare navă de război lansată vreodată de șantierele navale europene. Acest record nu a fost depășit până în ziua de astăzi.
În urma unor pregătiri frugale, nava a fost trimisă în prima și ultima misiune de luptă în mai 1941, alături de crucișătorul greu „Prinz Eugen”. 
În urma unei misiuni epice, hăituit fiind de peste 50 de nave de război britanice, Bismarck a fost extrem de grav avariat și sabordat de echipajul său în dimineața zilei de 27 mai 1941.
Soarta cuirasatului german a reprezentat un punct de cotitură în războiul naval, deoarece marile puteri au început să conștientizeze vulnerabilitatea marilor nave de război în fața avioanelor lanstorpilă, fapt ce a determinat schimbarea priorităților de construcție. Astfel, Japonia, Marea Britanie și S.U.A. au început să pună accentul mult mai mult pe portavioane, în detrimentul cuirasatelor.

## Proiectul
„Bismarck” a fost proiectat între 1933-1934, în acord parțial cu tratatul de la Washington, care limita deplasamentul cuirasatelor la 35 000 t. Proiectanții germani au descoperit repede faptul că o nava rapidă, bine înarmată și protejată nu se putea construi pe acest tonaj. De asemenea, canalul Kiel, care făcea legătura între Wilhelmshaven și Marea Baltică, avea o adâncime minimă, de 10,2 metri, ceea ce impunea restricții suplimentare tonajului navei (un tonaj mai mare presupunea un pescaj mai mare, și riscul ca nava să lovească fundul canalului). 
Luând în considerare restricțiile politico-diplomatice, tehnice și geografice, inginerii germani au pus la punct la sfârșitul lui 1934 o navă militară cu următoarele caracteristici:
Dimensiuni: 

251 m lungime, 36 m lățime, 10,5 metri pescaj maxim (cu încărcătură maximă)

Deplasament cu încărcătură de război: 53 500 tone

## Construcția
Chila lui Bismarck și a navei-soră Tirpitz a fost începută în 1936. După 3 ani, scheletul navei era complet, și a început echiparea sa. 

Oțelul folosit pentru construcție era St52, un oțel omogen foarte rezistent. Blindajul era montat și distribuit după un algoritm complex, care anticipa cele mai probabile traiectorii ale proiectilelor inamice și le bloca corespunzător. Deși cea mai groasă porțiune a blindajului nu depășea 320 mm (în vreme ce alte nave contemporane aveau blindaje de 380 sau chiar 400 mm), plăcile de blindaj erau în general dispuse în sistem dublu, cu un blindaj secundar poziționat în spatele blindajului principal. Astfel, anumite porțiuni ale navei erau protejate cu până la 540 mm de oțel.
S-a pus accent deosebit pe calitatea materialelor utilizate. Astfel, plăcile de blindaj erau testate amănunțit, iar minereul de fier folosit era importat din Suedia. Testele făcute după război în Marea Britanie au arătat că blindajul folosit pe Tirpitz avea un conținut infim de impurități, fiind mai „pur” decât blindajele britanice ale acelor ani. Din punct de vedere al rezistenței la spargere/rupere/perforație, centura cuirasată a lui Bismarck era comparabilă calitativ cu centurile cuirasate britanice, considerate cele mai rezistente din lume.

## Blindajul
1) Orizontală:

Două punți blindate paralele, ce acopereau 70 % din suprafața navei.
- Puntea 1: oțel omogen grosime 50-80 mm Wotan, duritate pe scara Brinell 220-240
- Puntea 2: grosime 80-110 mm Wotan, duritate pe scara Brinell 235-250

2) Verticală:
- Centura cuirasată, ce acoperea 70 % din lungimea navei și circa 50 % din înălțimea bordajului
- Centura superioară, aliaj special Krupp - Mb, Wh, Fe, Cr, Brinell 670-720, grosime 145 mm
- Centura centrală, din același aliaj, dar cu grosime de 320 mm
- Centura inferioară, cu grosime de 170 mm (acoperea partea de sub apă)

3) Anti-torpilă:
Sistem de cilindri vidați, susținuți cu plăci de blindaj Whotan, cu grosimea de 45 mm. Testele făcute în Japonia după război au arătat că sistemul anti-torpilă al lui Bismarck era capabil să absoarbă energia unor explozii de până la 900 kg TNT, în condițiile în care cele mai puternice torpile folosite în război nu aveau încărcături mai mari de 500 kg.

## Armament
Artileria navei era compusă din 3 categorii de tunuri:
1) Artileria principală
- 8 tunuri de 380mm, grupate în 4 turele. Tunurile erau de producție Krupp, model SK38/C34-L52.
- Viteza inițială a proiectilului era de 825-835m/s, iar dispersia turelelor era de circa 150 m la 25 000 m (considerând salve de 4 turele).
- Cadența normală de tragere era de 2 proiectile/minut/tun, dar în condiții de luptă sistemul de re-încărcare a dovedit că o cadență de tragere de 3,3 proiectile/minut era posibilă, pentru salve la distanță de maxim 20 km.
- Raza de acțiune a tunurilor era limitată de elevația maximă a turelelor, de 30°. Astfel, tunurile de 380 mm de pe Bismarck puteau atinge o țintă situată la maximum 36,5 km distanță.

Turelele erau blindate cu plăci de oțel de 190-340 mm grosime, iar postamentul lor avea blindaj de 220-360 mm.
Atât în teste cât și în condiții reale de luptă, aceste tunuri s-au dovedit a fi deosebit de eficiente. 
2) Artileria secundară
- 12 tunuri de 150 mm cu tragere rapidă, grupate în 6 turele, câte 3 pe fiecare bord al navei.

3) Artileria antiaeriană
- 16 tunuri de 105 mm, grupate în 4 turele cvadruple și 20 de tunuri duble de 20 mm.

## Propulsie
Cuirasatul german era echipat cu 12 cazane care furnizau abur de 450-475 °C către 3 turbine Blohm&Voss, fiecare dintre ele putând genera 51 666 cai putere.
Fiecare turbină era conectată la un ax cu lungimea de 50-55 m, care punea în mișcare elicele navei. Fiecare elice avea diametrul de 4,7 m și, la putere maximă, se puteau roti cu 270 rotații/minut.
Viteza maximă a navei era un secret militar, iar cercetările istoricilor din ultimii 50 de ani nu au ajuns la o concluzie certă. Cel mai probabil este că nava cu încărcătură maximă (53 000 tone) putea atinge circa 30 de noduri, respectiv 55,56 km/h.

## Echipament de bord
Sistemul de conducere a focului
Funcționare:
a) Inamicul era detectat fie de către avioanele de la bord, fie de către directorul principal care se uita.
b) Distanța până la țintă era estimată, iar estimarea era trimisă electronic calculatoarelor de bord.
c) Viteza și orientarea țintei erau estimate, iar estimările trimise către calculatoare.
d) O serie de senzori de bord măsurau viteza vântului, temperatura aerului, înclinația relativă a navei proprii, temperatura din magaziile principale etc, și trimiteau automat informația la calculatoare.
e) calculatoarele de bord, situate în încăperi blindate, procesau în timp real situația tactică și calculau rotirea turelelor și elevația tunurilor, necesare pentru a trimite proiectile către țintă.
f) calculatoarele transmiteau automat comenzi de dirijare a tunurilor pentru a lovi ținta în punctul în care urma nava inamică, la momentul impactului proiectilelor cu planul apei.
g) Se făceau corecții de tir manuale în funcție de eroarea primelor salve față de țintă.
Radare
Bismarck era dotat cu 3 radare Fumo23, producție 1939 și 6 directoare de tir.

Radarele operau pe frecvența de 368 MHz și aveau o rază maximă de 25 km, având mai mult un rol de confirmare a distanței.
Directoare de tir
Directorul principal, de tip Basigerat BG, situat în vârful turnului blindat de la provă, era capabil să descopere nave la până la 35 km distanță. Eroarea la identificarea distanței era în general de 20 m la 20 km și 50 m la 30 km. Directorul principal avea 10,5 m lățime și 4 m înălțime. 

Directoarele secundare erau în număr de 5, unul plasat în turnul blindat pupa și câte unul montat pe fiecare turelă principală. Ele aveau o precizie mai slabă decât a directorului principal, eroarea de detecție fiind de peste 0.5 % x distanță.

Alte echipamente
- Echipament de bruiaj electronic
- Hidrofoane pentru detecția torpilelor și a submarinelor
- Sistem de demagnetizare a chilei, care reducea foarte mult riscul de atașare a minelor magnetice

Avioane
4 hidroavioane Arado 196, plasate în hangare de la centrul navei.

## Probe și verificări
Echiparea lui Bismarck s-a încheiat la 24 august 1940. Din septembrie, au început testele și instruirea echipajului. Comandantul navei a fost numit Ernst Lindemann.
Într-un test executat în octombrie 1940, la un deplasament de 43.000 tone, și o putere de 118.000 cai putere, în apă de mică adâncime, nava a obținut o viteză de 28,36 noduri.
Manevrele de luptă și testele artileriei au început în noiembrie 1940.
Comandantul navei s-a declarat nemulțumit de lipsa pieselor de schimb și a insuficientei ajustări a calculatoarelor de bord și a lifturilor de muniție.
Drept urmare, nava a reintrat în port pentru ca problemele să fie rezolvate. Abia în martie 1941 au fost reluate testele, echipajul având în această perioadă permisie pe perioadă nedeterminată.
Testele din martie s-au dovedit a fi mai bune ca cele din noiembrie, însă existau destul de multe probleme tehnice serioase. În plus, cu doar 1 lună de experiență la bord, echipajul era departe de a fi "gata de luptă".
Cu toate acestea, decizia conducerii Kriegsmarine a fost de a porni un raid împotriva convoaielor din Atlantic. Cum nu existau prea multe nave disponibile, cuirasatul Bismarck și crucișătorul greu Prinz Eugen au fost desemnate pentru raid.

## Misiunea Rheinübung

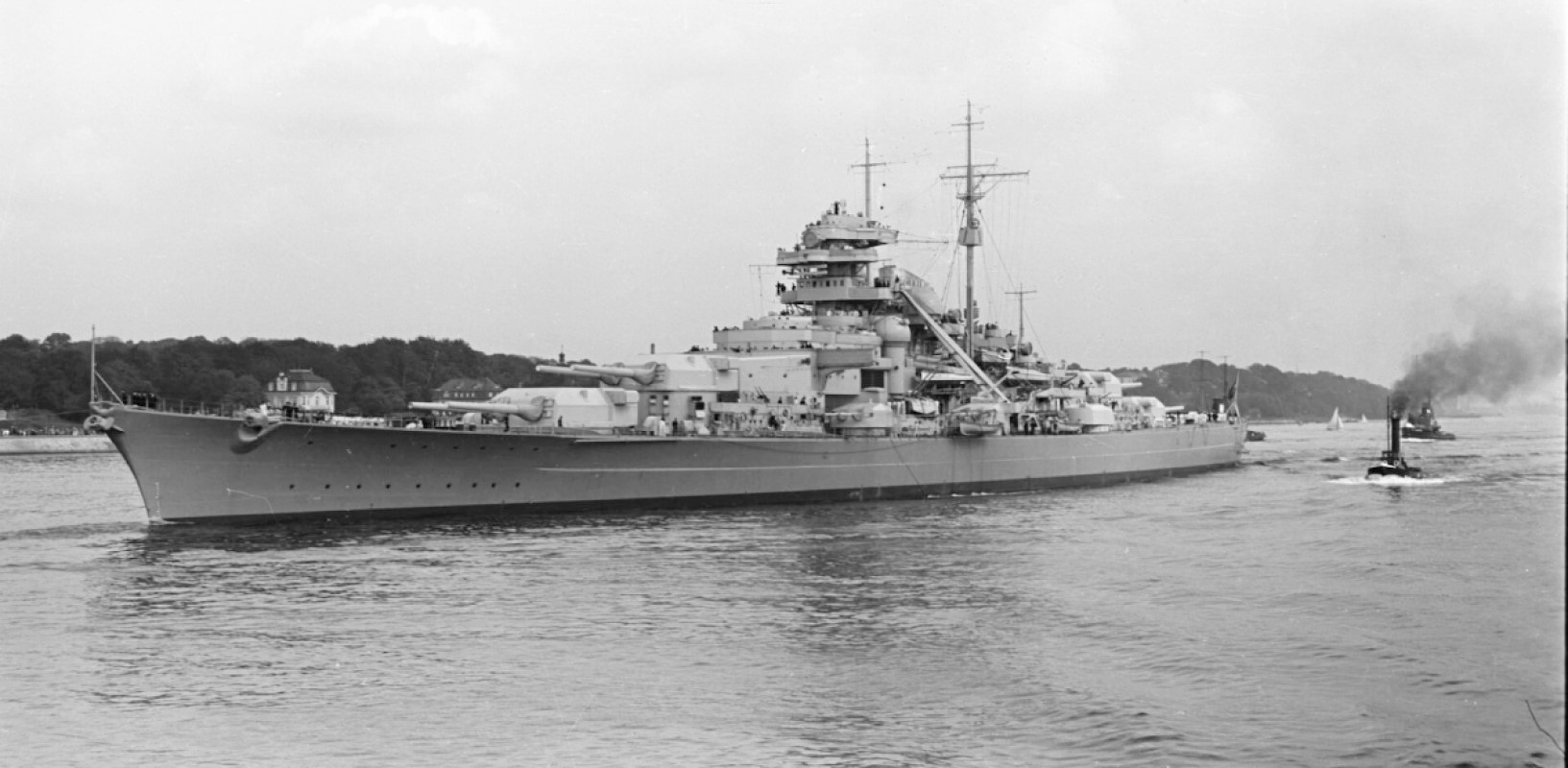

La începutul lunii mai 1941, Bismarck și Prinz Eugen au început pregătirile de misiune. Navele au plecat din port la 19 mai 1941, înaintând spre nord- est până în strâmtoarea Danemarcei. 

Royal Navy a fost anunțată de plecarea lor încă din data de 21 mai, astfel că Amiralitatea Britanică a avut timp să întindă o rețea de intercepție, compusă din circa 54 de nave de război, de diferite tipuri.
În seara zilei de 23 mai, crucișătoarele grele Norfolk și Suffolk au luat contact radar cu navele germane. În același timp, radarele de pe Bismarck au detectat navele britanice, iar căpitanul a ordonat intercepția imediată. Bismarck a tras primele proiectile către Norfolk, care s-a retras foarte rapid într-un banc de ceață. Sesizând pericolul, căpitanul englez a decis să mențină o distanță de siguranță de 20 km față de escadra germană.

Dată fiind viteza superioară a crucișătoarelor britanice (32-33 de noduri, față de 30 de noduri Bismarck), ele se puteau îndepărta în cazul în care navele germane încercau să micșoreze distanța.

Astfel, din dimineața zilei de 24 mai, navele germane au fost monitorizate atent de britanici.

Informațiile transmise de cele două crucișătoare au fost transmise către rețeaua de interceptare. Cele mai apropiate unități erau crucișătorul de bătălie Hood și cuirasatul Prince of Wales, escortate de 4 distrugătoare.
Hood era pe vremea aceea nava amiral a flotei britanice. Avea un deplasament de 49 000 t și atingea o viteză maximă de 30,5-31 de noduri, fiind înarmat cu 8 tunuri de 381 mm L42.
Prince of Wales era un cuirasat foarte nou, din clasa King George Vth, echipat abia în martie 1941. Avea un deplasament de 43 000t și atingea o viteză maximă de 29 de noduri, fiind înarmat cu 10 tunuri de 356 mm L45.

Bătălia din Strâmtoarea Danemarcei
În dimineața zilei de 24 mai, cele două cuirasate britanice au interceptat navele germane, având loc Bătălia din Strâmtoarea Danemarcei.

Hood și Prince of Wales au atacat dinspre est spre vest, în timp ce navele germane navigau în coloană, pe direcția generală sud–sud-vest. Astfel, cuirasatele britanice își puteau folosi doar artileria din prova, în timp ce navele germane puteau utiliza toate tunurile. 

Hood a deschis focul de la peste 22 km, la ora 5:52 dimineața. Prince of Wales a deschis și el focul 1 minut mai târziu. 

Navele germane nu au răspuns, așteptând micșorarea distanței pentru a declanșa un tir cât mai precis. La 5:58, după 4 minute de așteptare, Bismarck și Prinz Eugen au deschis focul cu toată artileria, cu o precizie nimicitoare. 

La 5:59, Hood a fost lovit de 2 proiectile de pe Prinz Eugen și de 1 proiectil de pe Bismarck. La 6:00, alte 2 (sau 3) proiectile grele au lovit în plin nava amiral a flotei britanice. Unul dintre aceste proiectile a perforat armura magaziilor de muniții, provocând explozia aproape instantanee a navei, care s-a rupt în 2 bucăți și s-a scufundat imediat.

Germanii și-au concentrat apoi focul pe Prince of Wales, care a primit în 5 minute 8 lovituri (5 de pe Bismarck, 3 de pe Prinz Eugen), și s-a retras cu avarii serioase, sub o perdea de fum, cu mare parte din ofițerii seniori uciși și cu 600 de tone de apă intrate în chilă prin rupturile plăcilor de oțel.
Urmărirea
Scufundarea navei amiral Hood într-o bătălie de 8 minute a produs consternare și groază în Marea Britanie. Winston Churchill a emis faimosul ordin „Scufundați cuirasatul Bismarck!”, ceea ce a pornit o adevărată hăituială în Atlanticul de Nord. 

2 portavioane, 3 cuirasate și 40 de nave mai mici (crucișătoare și distrugătoare) au început mișcări convergente înspre ruta estimată a navei germane.

Într-o mișcare curajoasă, cuirasatul Prince of Wales, deși avariat și cu viteza limitată la 26 de noduri, a încercat să intercepteze din nou navele germane, escortat fiind de crucișătoarele Suffolk și Norfolk. Bătălia, purtată în seara zilei de 24 mai, s-a purtat între 20 și 30 km, Suffolk fiind încadrat de câteva ori de salvele de pe Bismarck și forțat să se retragă. Prince of Wales și Bismarck au schimbat circa 20 de salve, fără rezultat, din cauza distanțelor foarte mari. Treptat, navele britanice au rămas în urmă, iar o manevră îndrăzneață a căpitanului lui Bismarck a pierdut contactul radar. 

Prinz Eugen s-a separat de Bismarck în seara zilei de 24 mai, urmând o altă rută către portul francez Brest. Crucișătorul avea să ajungă fără incidente în port, în 28 mai.

Câteva zeci de hidroavioane ale pazei de coasta britanice au început o căutare frenetică a navei germane. Abia pe 26 mai acesta a fost descoperit, în sud-estul insulelor britanice. 

Portavionul Victorious a lansat 12 avioane lanstorpilă, care au reușit 1 sau 2 lovituri asupra navei germane. 

Cu toate acestea, armura deosebit de rezistentă a rezistat cu brio, și Bismarck își continua cursul cu 24-25 de noduri.

Ieșit din raza de acțiune a lui Victorious, Bismarck a intrat în raza de acțiune a portavionului Ark Royal, care a lansat 2 valuri a câte 15 avioane lanstorpilă. Trecând prin barajul antiaerian destul de ineficient, avioanele britanice au reușit încă 2 lovituri cu torpile: 1 în centrul navei, care a cauzat foarte puține avarii, și o a doua fatală, în zona pupa, blocând ambele cârme ale navei. 

Încercările de deblocare a cârmelor au dat greș, iar viteza navei a scăzut simțitor, la 12-15 noduri. În plus, având cârmele blocate, Bismarck se putea deplasa doar ca un tramvai, pe o direcție prestabilită. Din nefericire, această direcție era tocmai cea din care se apropiau unitățile grele ale Home Fleet - cuirasatele King George Vth, Rodney, 2 crucișătoare grele, 1 crucișător ușor, escortate de 4 distrugătoare. 

Ultima noapte
Crucișătorul ușor Sheffield l-a interceptat pe Bismarck în seara zilei de 26 mai. De la 12 km, Bismarck a deschis foc cu turelele prova, încadrând instantaneu nava britanică. Deși nici un proiectil nu l-a lovit direct, schije de obuz au perforat ușor armura crucișătorului englez, provocând moartea a 6 membri ai echipajului și rănirea a încă 9. Sheffield s-a retras sub o perdea de fum, în noapte, așteptând sosirea întăririlor.
Noaptea, cele 4 distrugătoare din escorta escadrei grele au efectuat atacuri cu tunurile și torpilele. Focul de pe Bismarck le-a ținut la distanță de peste 6 km, iar atacul cu torpile a fost în consecință ineficient.
Ultima bătălie - 27 mai 1941. Scufundarea
După respingerea a 3 valuri de avioane și a atacurilor de noapte, echipajul de pe Bismarck era extenuat (practic nu dormiseră deloc din seara de 24 mai).
Starea mării se înrăutățise, o furtună de forța 10 măturând Marea Nordului. Pe la ora 8:00 dimineața, King George Vth și Rodney l-au detectat pe Bismarck. Li s-au alăturat crucișătoarele grele Dorsetshire și Norfolk

Din cauza valurilor de 4-5 metri, viteza lui Bismarck a scăzut și mai mult - la 7-8 noduri - în condițiile în care adversarii se apropiau cu 23-28 de noduri. 

La 8:40, navele britanice au deschis focul de la 21 km distanță. Bismarck a răspuns imediat, 3 minute mai târziu coloane de apa încadrând pe Rodney. De teamă să nu fie lovit, căpitanul de pe Rodney a ordonat modificarea cursului, ceea ce a condus la dereglarea echipamentului de tir. Abia 20 de minute mai târziu s-a obținut prima lovitură asupra lui Bismarck, care i-a blocat turelele prova (Anton și Bruno).

Cu toate acestea, cuirasatul german a continuat să tragă bine, avariind ușor (cu schije) pe Rodney și încadrându-l de 2 ori pe King George Vth. 

La 9:02 însă, turnul de conducere a focului a fost lovit în plin de 1 sau 2 proiectile de 406 mm. La 9:15, și turnul blindat secundar a fost scos din luptă, astfel că nava germană a rămas fără un „sistem nervos” capabil să răspundă provocărilor.

A urmat un tir de baraj, navele britanice apropiindu-se până la 3 km distanță și trăgând în plin.

Cel puțin 70 de proiectile de 356 și 406 mm și 300 de proiectile de 203 mm au lovit cuirasatul german în agonie. 4 sau 5 torpile lansate de escadra britanică și-au găsit de asemenea ținta. Cu toate acestea, Bismarck continua să plutească, deși suprastructurile erau cuprinse de flăcări. 

Căpitanul a dat ordinul de sabordare la 10:05, iar la 10:10, acesta a fost executat. Echipajul a deschis valvele etanșe, provocând inundarea bruscă a navei. La 10:30, Bismarck s-a scufundat, împreună cu circa 400-500 de membri ai echipajului.

## După bătălie
Peste 1 500 de supraviețuitori de pe Bismarck se zbăteau în apa înghețată. Crucișătoarele britanice au început să îi culeagă, dar după ce au salvat doar 115 oameni, s-a dat alarma de atac submarin. Într-adevăr, un U-boot german se afla în zonă, dar acesta nu mai avea torpile, deci nu a putut ataca. Desigur că acest fapt nu avea cum să fie cunoscut de comodorul britanic, care a ordonat retragerea cu toată viteza a escadrei din zona periculoasă. Astfel, circa 1 400 de marinari au fost lăsați în apa înghețată.
Victoria asupra lui Bismarck a fost sărbătorită triumfal în Marea Britanie. În Germania, pierderea celei mai mari nave de război l-a determinat pe Hitler să blocheze pentru tot restul războiului raidurile marilor nave de suprafață, preferând utilizarea submarinelor și a distrugătoarelor. 

În consecință, nava-soră a lui Bismarck - Tirpitz, și-a petrecut cariera mai mult în porturi și fiorduri neavând șansa de a-și demonstra capacitatea de luptă în condiții reale.